# International Women's Open 2005 - Doppio
Il doppio dell'International Women's Open 2005 è stato un torneo di tennis facente parte del WTA Tour 2005.
Alicia Molik e Magüi Serna erano le detentrici del titolo, ma solo Molik ha partecipato in coppia con Bryanne Stewart.
Molik e Stewart hanno perso nel 1º turno contro Antonella Serra Zanetti e Abigail Spears.
Lisa Raymond e Rennae Stubbs hanno battuto in finale 6–3, 7–5  Elena Lichovceva e Vera Zvonarëva.

## Teste di serie
1. Cara Black /  Liezel Huber (semifinali)
2. Lisa Raymond /  Rennae Stubbs (campionesse)
3. Elena Lichovceva /  Vera Zvonarëva (finale)
4. Alicia Molik /  Bryanne Stewart (primo turno)

## Tabellone

### Legenda
| - Q = Qualificato - WC = Wild card - LL = Lucky loser | - ALT = Alternate - SE = Special Exempt - PR = Protected Ranking | - w/o = Walkover - r = Ritirato - d = Squalificato |